# La Voix du Bon Dieu
Albums de Céline Dion
Céline Dion chante Noël
(1981)
Singles
1. Ce n'était qu'un rêve
Sortie : 19 juin 1981
2. La voix du bon Dieu
Sortie : novembre 1981
3. L'amour viendra
Sortie : 1982

La Voix du Bon Dieu est le premier album de Céline Dion, sorti le 9 novembre 1981.

## Historique
L'album contient le titre que Céline Dion envoie à René Angélil, Ce n'était qu'un rêve. Le gérant va même jusqu'à hypothéquer sa maison pour produire les deux premiers albums de la jeune fille. La Voix du Bon Dieu contient également une des très rares chansons à laquelle Céline participe pour l'écriture. Eddy Marnay est séduit par la voix de la jeune fille ; il écrira presque la totalité de son répertoire francophone avant que Céline Dion ne signe avec la compagnie CBS. Principalement parolier, il va même composer sa toute première musique pour La Voix du bon dieu. Distribué uniquement au Québec, l’album contient trois singles : Ce n'était qu'un rêve, La Voix du Bon Dieu, L'Amour viendra (adaptation française de la chanson Dolce Fiore de Dario Baldan Bembo). Il contient également deux reprises : Tire l'aiguille de Renée Lebas et Les Roses blanches de Berthe Sylva.

## Liste des titres
| No | Titre                 | Auteur                                       | Durée |
| -- | --------------------- | -------------------------------------------- | ----- |
| 1. | La Voix du Bon Dieu   | Eddy Marnay                                  | 3:16  |
| 2. | Au secours            | Robert Leroux, Pierre Létourneau             | 3:26  |
| 3. | L'Amour viendra       | Marnay, Amerigo Cassella, Dario Baldan Bembo | 4:16  |
| 4. | Autour de moi         | Thérèse Dion, Pierre A. Tremblay             | 2:54  |
| 5. | Grand-maman           | Thérèse Dion, Céline Dion, Jacques Dion      | 3:35  |
| 6. | Ce n'était qu'un rêve | Thérèse Dion, Céline Dion, Jacques Dion      | 3:56  |
| 7. | Seul un oiseau blanc  | Marnay, Daniel Hétu                          | 4:10  |
| 8. | Tire l'aiguille       | Marnay, Émile Stern, Eddie Barclay           | 2:19  |
| 9. | Les Roses blanches    | Charles Pothier, Léon Raiter                 | 5:48  |

## Chartes
| Charte                | Position | Certifié | Ventes |
| --------------------- | -------- | -------- | ------ |
| Canadian Albums Chart | —        | Or       | 50 000 |

## Distribution
| Pays   | Date            | Label         | Format   | Catalogue   |
| ------ | --------------- | ------------- | -------- | ----------- |
| Canada | 9 novembre 1981 | Super Étoiles | Disque   | SPE 4101    |
| Canada | 9 novembre 1981 | Super Étoiles | Cassette | 16-SP 1900  |
| Canada | 1983            | Saisons       | Disque   | SNS 70000   |
| Canada | 1983            | Saisons       | Cassette | SNS 4-70000 |